# Buják
Buják è un comune dell'Ungheria di 2.386 abitanti (dati 2001). È situato nella contea di Nógrád.